# Духовное управление мусульман Республики Карелия
Централизованная религиозная организация Духовное управление мусульман Республики Карелия (Карельский мухтасибат) — региональная организация мусульман Республики Карелии. Создана в 2001, на базе объединения общин Петрозаводска, Костомукши и Кондопоги. Лидер — шейх Висам Али Бардвил, назначенный Равилем Гайнутдином.

## История
В 1999 году в Петрозаводске русский мусульманин Олег (Мустафа) Стародубцев и студент-медик ливийского происхождения Эль Бардвил Висам Али Мохамед Ибрагим начали активно формировать новую мусульманскую общину, привлекая в неё преимущественно представителей традиционно христианских народов (русских, карелов, финнов) и арабских студентов, обучавшихся в вузах города. В 2000 году община была зарегистрирована в составе ДУМЕР, а её имам-хатыбом стал Висам Бардвил. 
15 августа 2000 года община получила разрешение на строительство мечети в достаточно престижном районе Петрозаводска. Выделение участка было санкционировано Управлением архитектуры и градостроительства петрозаводской администрации. После того, как планы строительства мечети были преданы огласке, последовала волна протестов, в результате чего строительство было заморожено. 
К концу 2000 года Бардвил перевёл в юрисдикцию ДУМЕР костомукшскую общину и инициировал создание в Кондопоге чеченской мусульманской общины, зарегистрированной в начале 2001 года. Тем самым он создал необходимую базу для регистрации в республике централизованной мусульманской структуры, от которой, однако откололись представители тюркских мусульманских общин Карелии, воссоединившихся в 2001 в ЦДУМ.
Организация была зарегистрирована 3 декабря 2001 года в составе Совета муфтиев России. Первый председатель ДУМ РК — Али Висам Бардвил. В 2015 году на съезде организации председателем избран Дятко Сергей Александрович (Абдуль-Азиз).
Основные направления деятельности ДУМ РК — просветительство, воспитательная работа верующих, взаимодействие с общественностью на консолидацию межнациональных и межрелигиозных отношений, а также работа с региональными СМИ.
В Петрозаводске действует мечеть, в городах Кондопога, Олонец, Костомукша и Сортавала — молельные помещения. В них  проводятся еженедельные пятничные богослужения, праздничные молитвы, обряд религиозного бракосочетания (никях), оказываются ритуальные услуги и т. д.